# حصن آل سعدان (حجر الصيعر)

تعديل مصدري - تعديل

حصن آل سعدان هي إحدى قرى عزلة حجر الصيعر بمديرية حجر الصيعر التابعة لمحافظة حضرموت، بلغ تعداد سكانها 13 نسمة حسب تعداد اليمن لعام 2004.